# Christopher Barker
Christopher Barker (* 2. Mai 1960 in Rom, Italien) ist ein ehemaliger Schweizer Schauspieler und Sänger und der jüngste Sohn des US-amerikanischen Schauspielers Lex Barker aus seiner vierten Ehe mit der Schweizer Schauspielerin Irene Labhardt.

## Leben
Seine Mutter erkrankte unheilbar an Leukämie und beging 1962 Suizid, sein Vater starb 1973 an einem Herzinfarkt. Christopher Barker wuchs aufgrund des frühen Todes seiner Eltern in Luzern in der Schweiz bei seiner Großmutter und bei seiner Tante mütterlicherseits auf und besuchte dort ein internationales Internat.
Barker absolvierte eine Ausbildung als Opernsänger und Schauspieler und versuchte sich in den 1980er Jahren als Schauspieler in New York City. Als dort in den 1990er Jahren eine Krise im Serienproduktionsgeschäft ausbrach, wurden ihm keine Rollen mehr angeboten. So ging er auf das Angebot ein, bei den Karl-May-Spielen Bad Segeberg den Old Shatterhand, die bekannteste Rolle seines Vaters, zu spielen. Nach einigen Rollen, hauptsächlich in deutschen Fernsehserien, Musical-Auftritten und diversen Single-Veröffentlichungen, mit denen er weitestgehend erfolglos versuchte, sich als Schlagersänger in Deutschland zu etablieren, zog er sich aus dem Showgeschäft zurück.
Christopher Barker pendelt zwischen der Schweiz und den Vereinigten Staaten, lebt aber heute überwiegend in Genf und ist dort als Immobilienmakler und Broker tätig. Aus zwei geschiedenen Ehen gingen zwei Kinder hervor.

## Filmografie (Auswahl)
Film und Fernsehen
- 1992–1993: Die große Freiheit (Fernsehserie)
- 1992: Mit dem Herzen einer Mutter (Fernsehfilm)
- 1993: Ein besonderes Paar (Fernsehserie)
- 1993: Glückliche Reise – Puerto Rico (Fernsehreihe)
- 1993: Zwei Halbe sind noch lange kein Ganzes (Fernsehserie, sechs Folgen)
- 1995: Ein unvergessliches Wochenende (Fernsehserie, eine Folge)
- 1996–1998: Dr. Stefan Frank – Der Arzt, dem die Frauen vertrauen (Fernsehserie, Folge 25–67)
- 1996: Mona M. – Mit den Waffen einer Frau (Fernsehserie, Folge: Heiße Wäsche)
- 1996: Die Eisprinzessin (Fernsehfilm)
- 1997: Großstadtrevier (Fernsehserie, Folge: Das Stuntgirl)

Weitere Auftritte
- 2007: Winnetou darf nicht sterben (Dokumentation)
- 2009: Kölner Treff (Talkshow)
- 2011: Ich trage einen großen Namen (Fernsehsendung)

## Diskografie
Alben
- 1993: From My Heart
- 1994: All In Love
- 1996: Gefühle im Feuer
- 1997: Such mich in Deinen Träumen

Singles & EPs
- 1993: If I Only Had Time
- 1993: You’re The Only One
- 1993: The Hour of Your Glory
- 1994: Who Needs A Broken Heart
- 1994: All In Love
- 1995: Liebe ist viel mehr als nur ein Wort (mit Patrick Lindner)
- 1996: Bist Du einsam
- 1996: Du tust mir unheimlich gut
- 1996: Gefühle im Feuer
- 1997: Such mich in deinen Träumen
- 1997: Lauf dem Wind nicht hinterher
- 1998: Es gibt so viele Sterne

Zusammenstellungen
- 2000: One Moment In Time